# Ząbrowo (powiat świdwiński)
Ząbrowo (dawniej niem. Semerow) – wieś w Polsce położona w woj. zachodniopomorskim, w pow. świdwińskim, w gminie Świdwin.

## Zabytki
- kościół ryglowy z XVIII w. z fasadą przesłoniętą drewnianą wieżą, w górnej partii ośmiobocznej, nakrytej hełmem ostrosłupowym[3];
- piętrowy pałac z II połowy XIX w.